# São Pedro da Cipa
São Pedro da Cipa é um município brasileiro do estado de Mato Grosso. Localiza-se a uma latitude 16º00'02" sul e a uma longitude 54º55'17" oeste, estando a uma altitude de 264 metros. Possui uma área de 345,526 km² e sua população estimada em 2013 era de 4 341 habitantes.
Foi criado inicialmente como distrito pertencente a Jaciara, pela lei estadual nº 1130, de 17 de novembro de 1958, sendo elevado à categoria de município pela lei estadual nº 5906, de 20 de dezembro de 1991. Seu nome se deve à Companhia Industrial Pastoril Agrícola (CIPA), que executou um projeto de colonização no Vale do Rio São Lourenço, tendo adquirido 70 mil hectares de terras do estado.

## Últimos prefeitos eleitos
| Ano  | Prefeito          | Partido | Votos | %     | Ref    |
| ---- | ----------------- | ------- | ----- | ----- | ------ |
| 2004 | Daniel Farias     | PL      | 1.122 | 55,82 | [ 7 ]  |
| 2008 | Wilson Virginio   | PR      | 1.120 | 37,89 | [ 8 ]  |
| 2012 | Alexandre Russi   | PR      | 1.481 | 52,02 | [ 9 ]  |
| 2016 | Alexandre Russi   | PR      | 2.306 | 83,64 | [ 10 ] |
| 2020 | Eduardo Português | PSB     | 1.460 | 51,68 | [ 11 ] |
| 2024 | Eduardo Português | PSB     | 2.946 | 100   | [ 12 ] |